# Xpdf
Xpdf je open source PDF prohlížeč pro X Window System a Motif. Xpdf běží na operačních systémech Unixového typu. Xpdf umí dekódovat LZW a číst zašifrované PDF soubory. Oficiální verze respektuje DRM omezení v PDF souborech, které mohou omezovat kopírování, tisk, nebo převod PDF do jiných formátů. Existují patche, díky kterým pak Xpdf ignoruje tato omezení.
Xpdf obsahuje několik programů, které nepotřebují X Window System, včetně programů na extrahování obrázků a fontů z PDF souborů, nebo převod PDF na PostScript či text.
Xpdf je též použit jako backend pro ostatní PDF prohlížeče, jako například KPDF, a jeho vnitřnosti, bez komponent pro X11, se používají v pdf prohlížečích, včetně BePDF na BeOS, !PDF na RISCOS a PalmPDF na Palm OS.
Poppler byl vytvořen na základě xpdf 3.0 pro snadnější znovupoužití v jiných programech. Mnoho programů (včetně xpdf) může použít poppler na zobrazování PDF.